# ادريانو إيناسيو دا ماتا
ادريانو إيناسيو دا ماتا هو لاعب كرة قدم برازيلي في مركز الوسط، ولد في 12 يوليو 1988 في ساو باولو في البرازيل. لعب مع نادي برو فيرتشيلي ونادي فيتوريا ونادي مونزا.

## وصلات خارجية
- ادريانو إيناسيو دا ماتا على موقع Soccerway.com (الإنجليزية)